# Der Untergang
Der Untergang ist ein deutschsprachiger Geschichtsfilm von Oliver Hirschbiegel aus dem Jahr 2004. Der Film thematisiert vor allem die Geschehnisse im Berliner Führerbunker während der Schlacht um Berlin in den letzten Tagen des Zweiten Weltkriegs in Europa und erhielt 2005 eine Oscar-Nominierung in der Kategorie Bester fremdsprachiger Film. Bruno Ganz verkörpert Adolf Hitler, Alexandra Maria Lara dessen Sekretärin Traudl Junge, Corinna Harfouch und Ulrich Matthes das Ehepaar Magda und Joseph Goebbels.

## Vorlage
Der Film basiert vor allem auf dem gleichnamigen Werk des Historikers Joachim Fest, der auch eine umfangreiche Hitler-Biografie verfasste, und den Erinnerungen von Hitlers damals 25-jähriger Privatsekretärin Traudl Junge (beide 2002 erschienen). Letztere erschienen als Buch (Bis zur letzten Stunde) und als Film (Im toten Winkel – Hitlers Sekretärin). Ausschnitte aus dem Film sind am Anfang und am Ende von Der Untergang zu sehen. Als weitere Vorlage diente die Darstellung 1945. Als Arzt in Hitlers Reichskanzlei von Ernst Günther Schenck.

## Handlung
Der Film handelt vom Untergang des Dritten Reiches und dem Ende des Diktators Adolf Hitler.
Im November 1942 wird die 22-jährige Münchnerin Traudl Humps (nach Heirat 1943 Traudl Junge) im Führerhauptquartier „Wolfsschanze“ von Hitler als Sekretärin eingestellt. Bis zu diesem Zeitpunkt haben die deutschen Truppen den Großteil Europas erobert. Zweieinhalb Jahre später hat sich das Blatt gewendet. Die deutschen Truppen sind an allen Fronten auf eigenes Territorium zurückgedrängt worden, Berlin wird belagert, und das „Dritte Reich“ steht kurz vor dem Zusammenbruch.
Am 20. April 1945, dem 56. Geburtstag Hitlers, erreicht sowjetisches Artilleriefeuer erstmals das Berliner Stadtzentrum. Hitler will die Stadt nicht verlassen, obwohl ihn alle dazu drängen. Er glaubt anscheinend noch an einen „Endsieg“ und seine Vision von einem „germanischen Weltreich“. Seine Generäle versuchen, ihm die aussichtslose Lage klarzumachen, jedoch reagiert er darauf mit hysterischen Wutausbrüchen. So auch auf die Nachricht, dass die „Gruppe Steiner“ einen von ihm befohlenen Entsatzangriff nicht durchführen konnte. Er beschimpft seine Generäle als „treulose Feiglinge“, spricht erstmals davon, dass der Krieg verloren sei und er sich lieber umbringen wolle, als Berlin zu verlassen oder zu kapitulieren. Die Generäle sind ratlos: Einerseits fühlen sie sich Hitlers Willen durch den Führereid verpflichtet, andererseits können sie seine sinnlosen Befehle nicht mehr umsetzen. Hitler nimmt bei seinen Entscheidungen auch keine Rücksicht auf die Zivilbevölkerung und spricht ähnlich wie Joseph Goebbels davon, dass das deutsche Volk seinem „verdienten Untergang“ entgegengehe, den es sich selbst zuzuschreiben habe. Die meisten politischen Führungsleute haben Berlin inzwischen verlassen. Von Hitler werden sie zum Teil als Verräter verdächtigt – besonders Hermann Göring, Heinrich Himmler und Albert Speer erregen seinen Zorn: Göring versucht mit der Begründung, dass Berlin von der Außenwelt abgeschnitten sei, die Regierungsgewalt zu übernehmen. Himmler kontaktiert die Westalliierten, um ihnen ein Kapitulationsangebot zu machen. Speer spricht als Einziger persönlich im Führerbunker vor und offenbart ihm, dass er Hitlers Zerstörungsbefehle, die bewirken sollten, dass „der Feind nur noch eine Wüste vorfindet“, schon seit Monaten ausgesetzt habe.
Neben seinem persönlichen Gefolge und den führenden Generälen Wilhelm Keitel, Hans Krebs und Wilhelm Burgdorf bleiben lediglich der Reichsminister für Propaganda Joseph Goebbels, der Staatssekretär Walter Hewel und der Chef der Parteikanzlei Martin Bormann an Hitlers Seite. Während Keitel von Hitler zu Admiral Karl Dönitz nach Flensburg geschickt wird und den Bunker verlassen darf, lässt Goebbels seine Frau Magda mit den sechs gemeinsamen Kindern in den Führerbunker bringen. Auch Hitlers Geliebte Eva Braun ist fest entschlossen, zu bleiben. Dagegen plant ihr Schwager Hermann Fegelein, Hitlers Verbindungsmann zu Himmler, eine Flucht aus Berlin und würde sie am liebsten mitnehmen. Hitlers Sekretärinnen Traudl Junge und Gerda Christian wollen ebenfalls im Führerbunker bleiben, obwohl Hitler ihnen die Abreise nahelegt. Eva Braun kann Hitler nicht davon abbringen, ihren Schwager wegen Fahnenflucht und als Rache für Himmlers Verrat erschießen zu lassen, akzeptiert seinen Willen aber bedingungslos.
Inzwischen ist die Schlacht um Berlin entbrannt. Die sowjetischen Truppen erobern die Stadt in erbitterten Häuserkämpfen. Die deutschen Truppen, die in Teilen aus fanatischen Hitlerjungen und zwangsverpflichtetem Volkssturm bestehen, führen einen hoffnungslosen Kampf. Der SS-Arzt Ernst Günther Schenck fährt auf der Suche nach Medikamenten durch die Stadt und trifft auf SS-Kommandos, die kapitulationsbereite Zivilisten und Volkssturmleute als „Wehrkraftzersetzer“ und Fahnenflüchtige unmittelbar vor Kriegsschluss ermorden. Im Führerbunker verteilt Hitler an seine engsten Mitarbeiter Zyankalikapseln. Man diskutiert darüber, wie man sich am besten umbringen könne, und es wird viel Alkohol getrunken. Der Luftwaffengeneral Robert von Greim und die Fliegerin Hanna Reitsch besuchen Hitler im Bunker in der Absicht, mit ihm zu sterben, was er ihnen unter Hinweis auf phantastische geheime Kriegsplanungen ausredet. Indessen bittet der SS-Reichsarzt Ernst-Robert Grawitz den „Führer“ darum, aus Berlin flüchten zu dürfen, und tötet nach Hitlers abschlägiger Antwort sich selbst und seine Familie beim Abendessen mit Handgranaten. Am 29. April 1945 diktiert Hitler Traudl Junge sein privates und politisches Testament. Danach lässt er sich mit Eva Braun trauen und wird dabei dem damals vorgesehenen Ablauf folgend vom Standesbeamten gefragt, ob er arischer Abstammung sei. SS-General Wilhelm Mohnke, der als Kampfkommandant für die Sicherung des Regierungsviertels zuständig ist, meldet Hitler, dass die Reichskanzlei von den sowjetischen Truppen vollständig eingekesselt sei. Die Stellungen könnten noch maximal einen Tag gehalten werden. Für Hitler bedeutet das, dass er nur durch Selbstmord einer Gefangennahme entgehen kann. Er will den Sowjets auf keinen Fall als Trophäe in die Hände fallen. Deshalb nimmt er seinem Adjutanten Otto Günsche das Versprechen ab, seine sterblichen Überreste restlos zu beseitigen. Am Nachmittag des 30. April 1945 vergiften sich Hitler und Eva Braun mit Zyankalikapseln. Hitler schießt sich dabei gleichzeitig eine Kugel durch den Kopf. Die Leichen werden anschließend im Hinterhof der Reichskanzlei verbrannt.
Nach Hitlers Tod entbrennt im Führerbunker ein Streit darüber, ob man weiterkämpfen oder kapitulieren soll. Goebbels als Hitlers Nachfolger beauftragt General Krebs, mit dem sowjetischen Generaloberst Wassili Iwanowitsch Tschuikow Friedensverhandlungen zu führen. Dabei informiert Krebs die russische Führung von Hitlers Selbstmord. Tschuikow lehnt Friedensverhandlungen ab und akzeptiert angesichts der aussichtslosen Situation nur eine bedingungslose Kapitulation, was Goebbels jedoch strikt ablehnt. Dessen hitlertreue Frau Magda kann sich für ihre Kinder ein Leben ohne Nationalsozialismus nicht vorstellen, verabreicht ihnen ein Schlafmittel, wozu die zwölfjährige Helga mit Gewalt gezwungen werden muss, und tötet sie im Schlaf mit Zyankalikapseln. Das Ehepaar Goebbels erschießt sich danach selbst, während die übrigen Bunkerinsassen das Gelände verlassen und in mehreren Gruppen die Flucht aus Berlin versuchen. Als Einziger bleibt der Maschinist Johannes Hentschel im Führerbunker zurück.
Am 2. Mai 1945 fordert General Helmuth Weidling, der von Hitler Ende April zum Kampfkommandanten von Berlin ernannt wurde, seine Soldaten auf, die Kampfhandlungen einzustellen und sich den sowjetischen Truppen zu ergeben. Eine Gruppe um General Mohnke, der sich Gerda Christian und Traudl Junge auf der Flucht aus dem Führerbunker angeschlossen haben, trifft auf eingeschlossene Waffen-SS-Verbände. Einige SS-Offiziere begehen unmittelbar vor der Gefangennahme durch die Rote Armee Selbstmord; ebenso Walter Hewel, der damit ein Versprechen einlöst, das Hitler ihm abgenommen hatte.
Während Gerda Christian nicht mehr weitergehen will, schreitet Traudl Junge auf den Rat von Professor Schenck und Brigadeführer Mohnke zwischen den sowjetischen Soldaten hindurch, in der Hoffnung, dass sie als Frau von der Gefangennahme verschont bleibe. Spontan schließt sich der zwölfjährige Peter Kranz ihr an, ein verwaister Hitlerjunge, der zu Beginn des Films von Hitler persönlich ausgezeichnet wurde und sich auf abenteuerliche Weise durch die Kämpfe in Berlin retten konnte, nachdem marodierende NS-Aktivisten seine Eltern in ihrer Wohnung wegen angeblichen Verrats getötet hatten. Wie Mutter und Sohn erscheinend, kommen sie ungehindert durch den Belagerungsring. Peter findet ein Fahrrad, auf dem sie beide die Stadt verlassen.

## Produktion
Produziert wurde der Spielfilm von Bernd Eichinger, der auch das Drehbuch schrieb. Die Außenaufnahmen entstanden in Sankt Petersburg, dessen historische Innenstadt teilweise große Ähnlichkeit mit der Stadt Berlin des Jahres 1945 aufweist. Die Szenen im Bunker wurden in München gedreht. Mit 13,5 Millionen Euro war Der Untergang nach Wolfgang Petersens Das Boot und Die unendliche Geschichte zum Entstehungszeitpunkt der drittteuerste in Deutschland produzierte Kinofilm.
Uraufgeführt wurde das Werk am 9. September 2004 in München. Die internationale Premiere fand am 14. September 2004 auf dem Toronto International Film Festival statt. In die deutschen Kinos kam der Film am 16. September 2004. Mitte November 2004 hatte Bernd Eichinger eine Filmverleihfirma gefunden, die Firma Newmarket Films, die den Film in den USA und Kanada in die Kinos brachte.
Am 19. und 20. Oktober 2005 sendeten Das Erste und ORF den Film erstmals im frei empfangbaren Fernsehen. Die zweiteilige Fernsehversion enthält einige bis dahin unveröffentlichte Szenen und ist 25 Minuten länger als die Kinoversion des Films.
Seit 2005 besteht für diesen Film auch eine Audiodeskription, die der Bayerische Rundfunk produzierte. Die Bildbeschreibung wurde auf der DVD veröffentlicht und wird bei Fernsehausstrahlungen gesendet. Die Bildbeschreibungen spricht Christian Baumann, die Untertitel Bernd Benecke.

## Erfolg
In Deutschland sahen rund 4,5 Millionen Besucher den Film in den Kinos. Laut dem Online-Filmportal Box Office Mojo betrug das weltweite Einspielergebnis 92 Mio. US-Dollar.
Der Untergang erhielt trotz vieler Kontroversen (s. u.) viel Lob für seinen gewagten Blickwinkel auf Adolf Hitler und wurde auch international sehr gut aufgenommen. Er gehört zu den erfolgreichsten jüngeren deutschen Produktionen im Ausland, insbesondere auch in den USA, wo der Film unter dem Titel Downfall erschien.
Der Untergang gewann in mehreren Kategorien beim Bayerischen Filmpreis sowie in der Kategorie „Bester Film national“ einen Bambi (s. u.). Ebenfalls wurde der Film bei der Oscarverleihung 2005 für den Oscar als bester ausländischer Film nominiert.

## Rezeption
In dem Film wurde erstmals in der deutschen Filmgeschichte (und im Gegensatz zu Georg Wilhelm Pabsts Der letzte Akt von 1955) Adolf Hitler als szenisch zentrale Figur eines Historienfilms dargestellt. Die Nutzer der Internet Movie Database bewerten den Film mit 8,2 von 10 Punkten (Stand: 25. Januar 2022). Damit belegt „Der Untergang“ Platz 133 in den „Top 250“ und gehört neben M (Platz 94), Das Leben der Anderen (Platz 59), Das Boot (Platz 78) und Metropolis (Platz 110) zu den am besten bewerteten deutschsprachigen Filmen in dieser Liste.
Der Film hatte bereits vor dem Kinostart kontroverse Diskussionen ausgelöst. Befürworter des Projekts loben die (auch von den Machern postulierte) Authentizität des Films, der viele historisch verbürgte Zitate enthält.
Der Historiker Michael Wildt kritisierte jedoch, dass der Film mit seinem nicht zu haltenden Authentizitätsversprechen sich selbst als Quelle inszeniere: „Wer solche ‚Authentizität‘ verspricht, bringt nicht historisches Geschehen zum Ausdruck, sondern entwirft gerade im umgekehrten Sinn in der gegenwärtigen Szenerie die Vergangenheit.“ Jede Szene spiele „den Zuschauern gleichförmig und eindimensional ‚Authentizität‘ vor: Was zu sehen ist, sei das Wirkliche. Die Behauptung der Filmemacher, Der Untergang halte sich streng an die historischen Dokumente, ist daher nicht mehr naiv zu nennen – sie ist eine bewusste Täuschung.“
Weitere kritische Kommentare aus der Geschichtswissenschaft kamen unter anderem von Jost Dülffer und Hans Mommsen, sowie in besonderer Schärfe von Hannes Heer, der dem Film ein kritisches Kapitel seines Buches über die Verklärung der Geschichte des Nationalsozialismus widmete. Wolfgang Schroeter kritisierte, der Film trage zur Verbreitung von Mythen über Albert Speer bei, indem er etwa dessen Beteiligung an NS-Verbrechen unerwähnt lasse, auch die Darstellung des SS-Arztes Schenck sei laut ihm „definitiv falsch“.
Der deutsche Filmemacher Wim Wenders kritisiert in einer ausführlichen Besprechung in der Zeit die schillernde Erzählperspektive des Films. Über weite Strecken nimmt der Film die Sichtweise der Traudl Junge auf, ohne diese Sichtweise in irgendeiner Weise zu hinterfragen. Andere Passagen zeigen einen fanatisierten Hitlerjungen. Dieser wiederum tritt in der letzten Szene als „Retter“ von Traudl Junge auf. So wechsle der Film permanent die Position. Wenders weist auch darauf hin, dass der Film, der sonst in der expliziten Darstellung von Gewalt regelrecht schwelgt, den Tod von genau zwei Personen nicht zeigt: den von Hitler und den von Goebbels. Gerade beim Tod dieser beiden Hauptverantwortlichen gnädig wegzuschwenken, heißt für Wenders, ihnen eine Ehre zu erweisen, die ihnen nicht gebühre.
Es wurde auch als peinlich für die zuständige Castingagentur kritisiert, dass der wegen Volksverhetzung 1995 verurteilte Rechtsextremist Karl Richter als Komparse beim Filmdreh, in der Rolle des Adjutanten von Generalfeldmarschall Keitel, mitgewirkt hat. Er behauptet, dass noch 15 bis 20 ihm bekannte Personen des rechtsextremen Lagers am Set gewesen seien. Wie er sagt, habe es ihn besonders bewegt, als ihm „Hitler“ die Hand schüttelte. Die Szene wurde jedoch später herausgeschnitten. Karl Richter war von 1990 bis 2009 einer der Redakteure der rechtsextremen Zeitschrift Nation und Europa – Deutsche Monatshefte.

### Sachliche Fehler
Obwohl von den Machern des Films betont wurde, wie detailgetreu und historisch genau das Drehbuch recherchiert, alles zu Sehende belegt und nichts Entscheidendes erfunden sei, sind im Film mehrere sachliche Fehler – teils szenisch erkennbar – enthalten. In einer Szene wird die Filmfigur Schencks damit beauftragt, verschiedenes medizinisches Material in den Führerbunker zu bringen. In der Liste der angeforderten Utensilien findet sich Penicillin, das erst nach 1945 durch die Amerikaner nach Deutschland kam. Der SS-General Hermann Fegelein trägt die Abzeichen eines SS-Brigadeführers, obwohl er im April 1945 SS-Gruppenführer war (also einen Rang höher) und auch im Film als solcher bezeichnet wird. Er trägt außerdem im Film lediglich das Eichenlaub zum Ritterkreuz, obwohl er am 30. Juli 1944 auch die Schwerter dazu erhielt; Kragenspiegel und Kopfbedeckung des Reichsjugendführers Artur Axmann entsprechen nicht den historischen Aufnahmen.
Des Weiteren kritisiert Hitlers ehemaliger Telefonist und Leibwächter Rochus Misch das Buch von Fest sowie den Film: „Die Leistungen der einzelnen Schauspieler waren in Ordnung. Sehr enttäuscht war ich, als mich der Regisseur des Films, Bernd Eichinger, erst besuchte, als der Film schon ca. 4 Wochen in den Kinos lief. Dieser Schriftsteller hat mir Äußerungen in den Mund gelegt, die ich nie gesagt habe. Weder hat er mich besucht oder mit mir telefoniert. Ich kenne ihn gar nicht! So entsprechen auch einige Szenen nicht der historischen Wahrheit. Traudl Junge konnte bei Hitlers Selbstmord überhaupt nicht den Schuss hören. Sie schreibt selbst, dass sie sich bei Hitlers Selbstmord im Vorbunker mit den Goebbels-Kindern aufhielt und Hitler im Hauptbunker. Dazwischen lag der Maschinenraum. Von dem ging ein solcher Lärm aus, dass weder sie noch eines der Kinder den Knall hören konnten.“ Der Darstellung von Misch widerspricht jedoch Junges Darstellung in ihrem Buch Bis zur letzten Stunde, wonach sie und die Goebbelskinder den Schuss gehört hätten und Sohn Helmut dabei „aber das war ein Volltreffer“ gerufen habe.
Im Film werden die Suizide der Generäle Hans Krebs und Wilhelm Burgdorf durch Kopfschuss dargestellt. Tatsächlich starben sie durch Gift. Dies bestätigen Obduktionsberichte der Roten Armee sowie Zeugen. Rochus Misch im gleichen Interview am 6. April 2006 (s. o.): „Etwas später fand ich die Leichen von General Krebs und General Burgdorf. Sie hatten sich eindeutig zusammen vergiftet, da keine Verwundungen oder Blut zu sehen war.“ Im Film deckt Misch die Köpfe der blutüberströmten Toten mit Tüchern ab.
Während die Besatzung des Führerbunkers in den letzten Stunden der Schlacht zu fliehen versucht, passiert diese die in der Berliner U-Bahn aufgebaute Verletztensammelstelle. Eine Krankenschwester ruft vergeblich den Satz: „Hat hier jemand B positiv?“ Tatsächlich wurde der Rhesusfaktor im dritten Reich nicht anerkannt, da dieses Blutgruppensystem einerseits von zwei jüdischen Wissenschaftlern entdeckt wurde und andererseits die Forschung dazu noch in den Kinderschuhen steckte.
Auch Magda Goebbels starb – im Gegensatz zur Darstellung im Film – durch Gift: Sie und ihr Mann Joseph Goebbels töteten sich am 1. Mai 1945 gegen 21 Uhr mit Blausäure.
Weiterhin ist ein Fernschreiben, das den Führerbunker erreicht, mit „Göring, Reichsfeldmarschall“ unterzeichnet. Der korrekte Rang Görings war jedoch „Reichsmarschall“. Ebenso ist die Darstellung der Antwort Hitlers auf das Funktelegramm Görings falsch. Im Film ordnet Hitler direkt die Verhaftung und Erschießung Görings an, wobei in Wirklichkeit erst nur der Befehl der Festsetzung bzw. Verhaftung ausgegeben wurde. Dies fußt auf Aussagen von Helmut von Hummel, Privatsekretär und Stellvertreter Bormanns auf dem Obersalzberg, sowie von Bernhard Frank, Leiter der Flak und Waffen-SS Verbände am Berghof, die beide eng an der Verhaftung Görings beteiligt waren. So traf später erst in einem zweiten Schreiben die Anordnung der Erschießung ein. Laut von Hummel und Frank, war zu diesem Zeitpunkt Göring bereits nach Mauterndorf evakuiert worden.
Anders als im Film dargestellt hatte der Frühling, bedingt durch ein ungewöhnlich mildes Frühjahr, bereits vor Beginn der Kämpfe in Berlin deutlich intensiver Einzug gehalten.

### Weitere Kritiken von Zeitzeugen
Hitlers ehemaliger Telefonist und Leibwächter Rochus Misch bezeichnete den Film in einem Interview im Jahr 2005 mit Blick auf einige dargestellte Szenen zusätzlich als „amerikanisiert“. Er erklärte, dass, obwohl der Film die wichtigen Fakten genau porträtiere, andere Details aus dramaturgischen Gründen übertrieben dargestellt würden. Dies mache er unter anderem am Beispiel des wiederkehrenden lauten Schreiens von Filmfiguren fest, während in seiner Erinnerung die meisten Leute im Bunker leise gesprochen hätten.

### Internationale Kritiken
David Denby, der Filmkritiker des US-Magazins The New Yorker, beobachtete, dass Bruno Ganz’ darstellerische Leistung „nicht nur erstaunlich, sondern auch bewegend“ sei, und Hitler „kein Supermensch, sondern nur ein normaler Mensch, der von den Wünschen seines Gefolges zur Macht erhoben wurde“. „Aber“, so fragt Denby, „ist dies ausreichend, um Hitler gerecht zu werden? […] Dieser Hitler mag Mensch sein, aber vollständig erniedrigt als Mensch.“
Hitler-Experte Ian Kershaw schrieb im Guardian, dass Ganz Hitler überzeugend darstelle, und lobte insbesondere Ganz’ Nachahmung von Hitlers Stimme.

### Satire und Internetphänomen
Der Comic-Zeichner Walter Moers persiflierte den Film 2005/2006 in seinem Buch Adolf – Der Bonker und der zugehörigen Videoanimation Adolf: Ich hock’ in meinem Bonker. Die Parodie gewann im Rahmen der Frankfurter Buchmesse 2006 in der Kategorie „Bester Comic – Eigenpublikation national“ den Publikumspreis „Sondermann 2006“.
Eine spezielle Szene des Films erfreut sich als Parodie-Vorlage ungemeiner Popularität im englischsprachigen Internet, vornehmlich auf YouTube. Die Szene zeigt eine Lagebesprechung im Führerbunker, in der die höchsten Wehrmachtsoffiziere Hitler berichten, dass ein geplanter Gegenangriff gegen die Sowjets nicht erfolgt sei. Der Diktator reagiert darauf zunächst mit einem heftigen Wutanfall, bevor er resigniert feststellt, dass der Krieg verloren sei. In unzähligen Internet-Parodien, zumeist von auf dieses Terrain spezialisierten YouTubern, auch Unterganger genannt, wird diese Szene im deutschen Originalton mit erfundenen englischen Untertiteln unterlegt oder wird durch Audio-Zusammenschnitte von verschiedenen Szenen und mit visuellen Effekten dargestellt (wie z. B. die Parodie: Adolf Hitler VS A Fly). In diesen Untertiteln wütet Hitler z. B. über den Zusammenbruch des US-amerikanischen Immobilienmarkts oder die Sperrung seines World-of-Warcraft-Accounts. Der derzeit bekannteste Unterganger Stacy Lee Blackmon aus Großbritannien hat unter dem Pseudonym „Hitler Rants Parodies“ mit Stand Dezember 2022 nach mehreren hundert Hitler-Parodien etwa 288.000 Abonnenten auf YouTube, bei über 165 Millionen Aufrufen. Oliver Hirschbiegel betrachtet diese Adaptionen als Kompliment und lobte unter anderem ein Video, in dem Hitler vom Tod Michael Jacksons erfährt.
Auf YouTube sind außerdem viele Parodien zu finden, in denen der Schein erweckt wird, dass Hitler berühmte Songs singt. Dies geschieht durch die Unterlegung der Original-Melodie, das Verwenden von Auto-Tune und den Zusammenschnitt klangähnlicher Laute.

### Auszeichnungen
- 2004
  - Bayerischer Filmpreis
    - Produzentenpreis an Bernd Eichinger
    - Bester Darsteller an Bruno Ganz
    - Publikumspreis

  - Bambi
    - Bester Film national
- 2005
  - Academy Awards
    - Nominierung in der Kategorie „Bester fremdsprachiger Film“

  - DVD Champion
    - Bester deutscher Film

  - Online Film Critics Society Awards 2005
    - Bester fremdsprachiger Film
- 2006
  - Goya
    - Nominierung in der Kategorie „Bester europäischer Film“

Die Deutsche Film- und Medienbewertung FBW in Wiesbaden verlieh dem Film das Prädikat besonders wertvoll.

## TV Extended Version
Neben der Kinofassung, die eine Länge von 155 Minuten hat, erschien auch eine speziell fürs Fernsehen produzierte Extended Version. Das Erste strahlte am 19. Oktober 2005 zum ersten Mal die 23 Minuten längere Extended Version aus, wo sie in zwei Teilen, die jeweils eine Länge von ca. 90 Minuten hatten, lief. Später wurde sie auch auf DVD veröffentlicht. Die Extended Version enthält viele neue Szenen im Bunker und zeigt mehr von der zerbombten Stadt Berlin.
Den ersten Teil des Films verfolgten am 19. Oktober 2005 7,2 Millionen Zuschauer, bei einem Marktanteil von 21,5 Prozent. In der werberelevanten Zielgruppe waren es 3,46 Millionen Zuschauer bei 24,4 Prozent Marktanteil.

## Ähnliche Verfilmungen (Auswahl)
- Der letzte Akt mit Albin Skoda als Adolf Hitler. Regie: Georg Wilhelm Pabst (D/A 1955)
- Befreiung (Освобождение) mit Fritz Diez als Hitler. Letzter Teil des 5-teiligen Filmepos (UdSSR 1969)
- Hitler – Die letzten zehn Tage (Hitler: The Last Ten Days) mit Alec Guinness als Hitler. Regie: Ennio De Concini (I/GB 1972)
- Le bunker mit François Chaumette (Bormann), Jacques Duby (Goebbels), Eléonore Hirt (Magda Goebbels). Regie: Roger Iglésis (Fernsehfilm, F 1972)
- The Death of Adolf Hitler mit Frank Finlay als Hitler. Regie: Rex Firkin (Fernsehfilm, GB 1973)
- Der Bunker mit Anthony Hopkins als Hitler. Regie: George Schaefer (Fernsehfilm, F/USA 1981)
- 100 Jahre Adolf Hitler – Die letzte Stunde im Führerbunker mit Udo Kier als Hitler. Regie: Christoph Schlingensief (D 1989)
- Gespräch mit dem Biest mit Armin Mueller-Stahl als Hitler. Regie: Armin Mueller-Stahl (D 1996)

## Dokumentarfilme (Auswahl)
- Der Bunker – Hitlers Ende, ZDF-Dokumentation (D 2005)

### Filmwissenschaft
- Willi Bischof (Hrsg.): Filmri:ss. Studien über den Film „Der Untergang“. Unrast e. V., 2005, ISBN 3-89771-435-3. Enthält die Aufsätze:
  - Alexander Ruoff: Die Renaissance des Historismus in der Populärkultur. (Ruoff beschäftigt sich mit der Problematik des Erzählens von Geschichte, die im Fall des Filmes nicht den „Riss in der Geschichte“ deutlich mache, der durch Auschwitz entstanden sei, sondern dazu beitrage, Geschichte in „sinnstiftenden Einheiten“ zu präsentieren.)
  - Ilse Bindseil: … als ob sie alle Emma hießen.
  - Ellen Martin: „Sophie Scholl – die letzten Tage“ und „Der Untergang“. Spielfilme und ihre perspektivische Vermittlung der NS-Zeit. In: PÄD Forum: Unterrichten – Erziehen, 1 (2006), S. 29–33.
  - Birgit Schmidt: Hitlers Frauen.
  - Tanya Ury: Das Leiden anderer missachten.
  - Lars Quadfasel: Unmenschen, menschlich gesehen. (Lars Quadfasel untersucht anhand des Films die Entstehung der Faszination, die die menschliche Betrachtung von „Unmenschen“ auszulösen scheint.)
- Hannes Heer: Der Untergang – Wie ein Film die Geschichte Nazideutschlands auslöscht und neu erfindet. In: ders.: Hitler war’s. Aufbau-Verlag, ISBN 3-351-02601-3, S. 11–27 (Heer kritisiert, dass im Film „durch das Löschen aller historischen Daten […] Verbrecher, Tatbeteiligte, Mitwisser“ als Biedermänner gezeigt würden. Die Verbrechen des Nationalsozialismus erschienen damit als quasi nur von Hitler und Goebbels ausgeführt).
- Roel Vande Winkel: Hitler’s Downfall, a film from Germany (Der Untergang, 2004). In: Leen Engelen und Roel Vande Winkel (Hrsg.): Perspectives on European Film and History. Academia Press, Gent 2007, ISBN 978-90-382-1082-7, S. 182–219.
- Alexandra Tacke: De/Festing Hitler. Das Spiel mit den Masken des Bösen. In: Erhard Schütz/Wolfgang Hardtwig (Hrsg.): Keiner kommt davon. Zeitgeschichte in der Literatur nach 1945. Vandenhoeck & Ruprecht, Göttingen 2008, ISBN 978-3-525-20861-8, S. 266–285 (Vergleich von Der Untergang und Adolf – Der Bonker).

### Hintergrund-Literatur
- Joachim Fest: Der Untergang. Hitler und das Ende des Dritten Reiches. Alexander Fest Verlag, Berlin 2002, ISBN 3-8286-0172-3.
- Traudl Junge, Melissa Müller: Bis zur letzten Stunde. Hitlers Sekretärin erzählt ihr Leben. Claassen Verlag, München 2002, ISBN 3-546-00311-X.
- Rochus Misch: Der letzte Zeuge. Ich war Hitlers Telefonist, Kurier und Leibwächter. Mit einem Vorwort von Ralph Giordano, 3. Auflage, Pendo Verlag, Zürich und München 2008, ISBN 978-3-86612-194-2.
- Bernd Freytag von Loringhoven: Mit Hitler im Bunker. Aufzeichnungen aus dem Führerhauptquartier Juli 1944–April 1945. wjs-Verlag, Berlin 2006, ISBN 3-937989-14-5.
- Uwe Bahnsen/James P. O’Donnell: Die Katakombe – das Ende in der Reichskanzlei. Deutsche Verlags-Anstalt, Stuttgart 1975, ISBN 3-421-01712-3.